# Wadhrah (huyện)
Huyện Wadhrah là một huyện thuộc tỉnh Hajjah, Yemen. Đến thời điểm năm 2003, huyện này có dân số 10928 người